# Дельта-барионы
Дельта-барионы (дельта-резонансы) — барионные резонансы с нулевой странностью и изотопическим спином 3⁄2. Они группируются в мультиплеты из четырёх частиц: Δ−, Δ0, Δ+, Δ++.
Дельта-барионы открыты группой под руководством Энрико Ферми в 1952 году.

## Состав
Дельта-барионы состоят из u- и d-кварков с сонаправленными спинами, поэтому в основном состоянии {\displaystyle ^{4}P_{\frac {3}{2}}} имеют спин 3/2, но при наличии орбитального момента их спин может быть любым.

## Характеристики
| Частица   | кварковый состав | Энергия покоя, МэВ | T   | JP   | Q  | S | c | b | t | Среднее время жизни | Основная мода распада |
| --------- | ---------------- | ------------------ | --- | ---- | -- | - | - | - | - | ------------------- | --------------------- |
| Δ++(1232) | uuu              | 1232 ± 1           | 3⁄2 | 3⁄2+ | +2 | 0 | 0 | 0 | 0 | (5,58 ± 0,09)⋅10-24 | p + π+                |
| Δ+(1232)  | uud              | 1232 ± 1           | 3⁄2 | 3⁄2+ | +1 | 0 | 0 | 0 | 0 | (5,58 ± 0,09)⋅10-24 | π+ + n π0 + p         |
| Δ0(1232)  | udd              | 1232 ± 1           | 3⁄2 | 3⁄2+ | 0  | 0 | 0 | 0 | 0 | (5,58 ± 0,09)⋅10-24 | π0 + n π− + p         |
| Δ−(1232)  | ddd              | 1232 ± 1           | 3⁄2 | 3⁄2+ | −1 | 0 | 0 | 0 | 0 | (5,58 ± 0,09)⋅10-24 | π− + n                |